# هروویه هوروات
هروویه هوروات (انگلیسی: Hrvoje Horvat؛ زادهٔ ۲۲ مهٔ ۱۹۴۶) بازیکن هندبال اهل یوگسلاوی بود.